# Universidade de Santa Clara

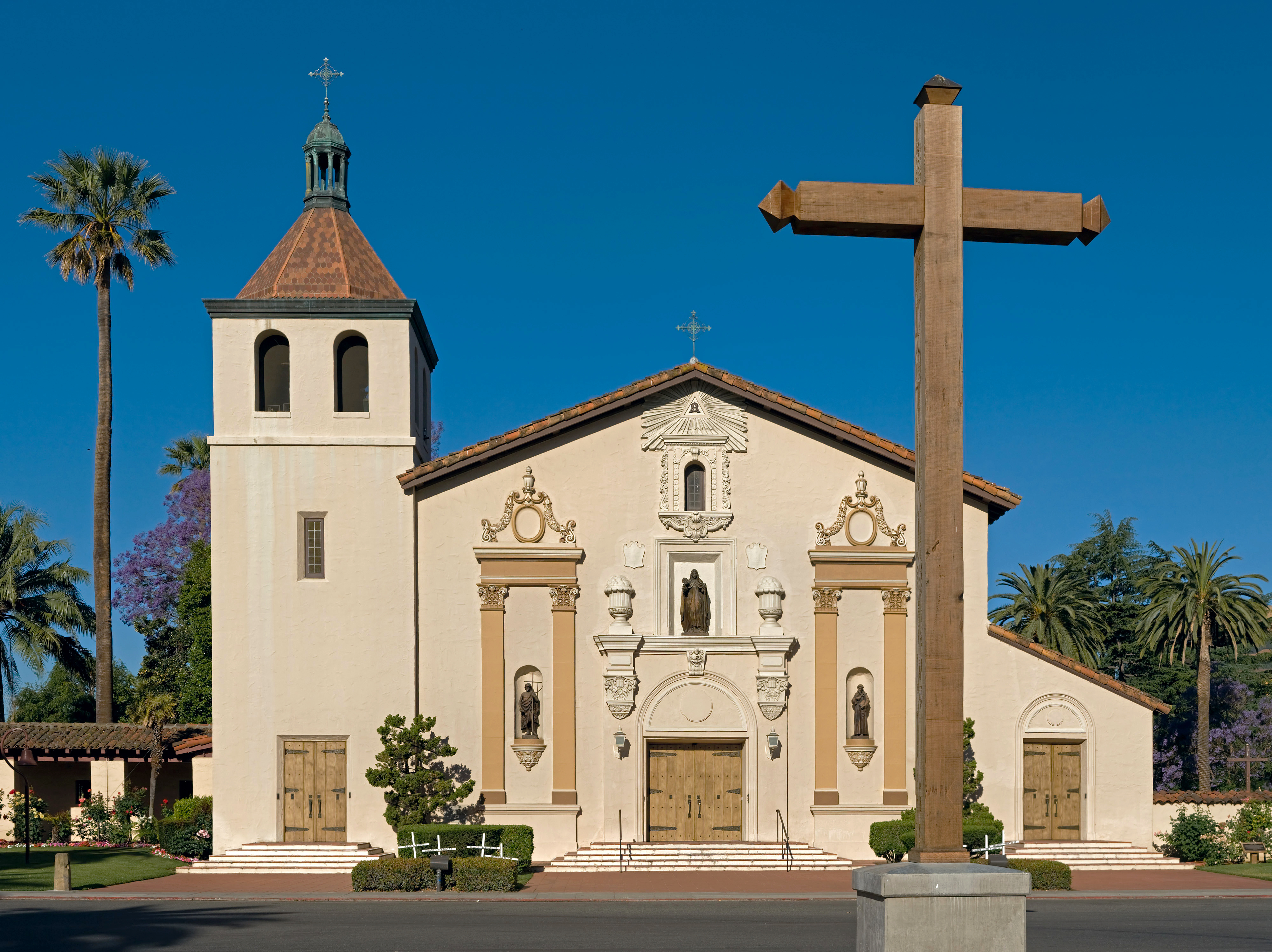
Parte do campus da Universidade de Santa Clara

A Universidade de Santa Clara (em inglês:  Santa Clara University) é uma universidade norte-americana situada na cidade de Santa Clara, Califórnia. Faz parte das universidades que compoem o Vale do Silício.